# 국제화 도메인 네임

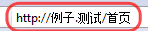

국제화 도메인 네임(Internationalized Domain Name)은 아스키 코드가 아닌 다른 문자를 포함하는 도메인 이름이다. 다국어 도메인 또는 자국어 도메인이라고도 부른다. 1987년에 Martin Dürst가 처음 제안하였고 1990년에 Tan Juay Kwang과 Leong Kok Yong에 의해 구현되었다. 이러한 국제화 도메인 이름은 엑센트 표시를 포함하는 유니코드로 된 많은 유럽의 언어나, 한국어, 일본어, 중국어 같이 비 라틴어계의 문자를 포함할 수 있다. 점(.)으로 구분되는 계층 구조를 가지고 있는 것이 특징이며 '한글.com', '한글.kr', '한글.한글'과 같은 형태를 가지고 있다.
자국어 도메인은 1998년부터 논의하기 시작했다. 클라이언트에서 문자열을 기존의 표준에 맞게 변환해서 전송하는 방식을 IDNA(Internationalizing Domain Names in Applications)라 한다. 2002년에 IDNA를 퓨니코드라는 코드 변환방식을 이용하기로 한 표준안을 만들었다. 2003년에는 이와 관련한 RFC 표준문서들을 IETF이 최종 작성하였으며, ICANN의 관리하에 각 레지스트리들이 등록업무를 수행하고 있다. 대한민국은 한국인터넷진흥원에서 총괄관리하고 있다.

## 같이 보기
- 한글인터넷주소
  - 도메인 키워드 서비스
- 퓨니코드